# 加藤文麗
加藤 文麗（かとう ぶんれい、宝永3年（1706年） - 天明2年3月5日（1782年4月17日））は、江戸時代中期の江戸幕府旗本、また絵師である。谷文晁の師として知られる。武士としての名は加藤泰都。

## 略歴
諱は泰都、幼名は泰高、字を文麗、号は豫斎、通称を織之助（一説に左兵衛）、左金吾と称した。妻は谷口正次の娘で江戸城大奥女中だった心涼院がおり、心涼院との間に泰衑をもうけている。この心涼院の姉妹には、徳川吉宗の側室で徳川宗尹を産んだ深心院がいる。
文麗は伊予大洲藩第3代藩主加藤泰恒の六男に産まれ、同族の旗本加藤泰茂の養嗣子となって正徳4年（1714年）に家督相続した。旗本としては高禄の3000石を継いで旗本寄合席となった。寛延3年（1750年）に西城御小姓組番頭に進み、同年、従五位下・伊予守に叙せられる。宝暦3年（1753年）8月、職を辞した。
武道の修練の傍ら幼少より画を好み、木挽町狩野家の絵師（狩野常信、のちに周信）について狩野派の画法を学び、宝暦頃から没年まで絵手本などの作画をしている。略筆墨画を得意としており、江戸に出て下谷竹町の藩邸に住んだ。文麗と谷文晁の父麓谷とは旧知の仲であったため、少年期の文晁の師となり、狩野派を伝えた。文晁の名は文麗にちなんだものと推察されている。事実、文晁は文政4年（1821年）の伝来書に自ら文麗門下と称している。
その他の門弟に黒田綾山、高田円乗らがおり、円乗の門から菊池容斎が出ている。
享年78。江戸麻布広尾光林寺に葬られる。法名は以心院殿前予州刺史天慶了山居士。子の泰衑は本家の家督を継ぎ、大洲藩主となっている。
文麗のように高位の武士の生まれにして画人として名を残した例は、増山雪斎、佐竹曙山、佐竹義躬、あるいは酒井抱一、水野廬朝、鳥文斎栄之などが挙げられるものの、やはり珍しい存在であるといえる。

## 経歴
- 正徳4年4月（1714年） 寄合に列する。
- 享保7年（1722年） 8代将軍徳川吉宗に謁見。
- 享保16年9月（1731年） 火事見廻りとなる。
- 享保17年5月（1732年） 御使番となる。
- 寛保3年8月（1743年） 新番頭に転じる。
- 寛延2年（1749年） 大坂定番となる。
- 寛延3年7月（1750年） 西城御小姓組番頭に昇進。
- 寛延3年12月（1750年） 従五位下・伊予守に叙せられる。
- 宝暦3年（1753年） 致仕する。

## 作品
| 作品名                     | 技法     | 形状・員数 | 寸法（縦x横cm） | 所有者                 | 年代                     | 落款・印章                          | 備考                                                                                           |
| -------------------------- | -------- | ---------- | --------------- | ---------------------- | ------------------------ | ----------------------------------- | ---------------------------------------------------------------------------------------------- |
| 龍虎図                     |          |            |                 | 京都・建仁寺開山堂方丈 |                          |                                     |                                                                                                |
| 達磨図                     |          |            |                 | 東京・済松寺           |                          |                                     |                                                                                                |
| 達磨図                     |          |            |                 | 東京・麟祥院           |                          |                                     | 隠山惟琰賛                                                                                     |
| 「山水図」『明和南宗画帖』 |          |            |                 | 東京国立博物館         |                          |                                     |                                                                                                |
| 富嶽図                     | 絹本墨画 | 1幅        | 68.0x131.5      | 泉屋博古館             |                          | 款記「藤文麗臨画」/「豫斎」朱文円印 | 冷泉為村賛                                                                                     |
| 神狐図                     |          |            |                 | 稲荷神社（伊予市）     | 1764年（安永9年5月）奉納 |                                     | 屋根形絵馬                                                                                     |
| 曳馬図                     |          |            |                 | 大洲八幡神社           | 1764年（安永9年）奉納    |                                     | 加藤家家臣戸田正成奉納                                                                         |
| 雪の山水                   | 絹本著色 | 1幅        |                 | 大洲市立博物館         |                          |                                     | 松平定信賛「とりのこえ まつのあらしの 音もせず やみしずかなる ゆきの夕ぐれ」（風雅和歌集所載） |

- 『麗画選』 安永8年（1779年）刊行 若林清兵衛版